# Graves de communi re
Graves de communi re (pol. O poważnych sprawach wspólnych) – encyklika społeczna Leona XIII, traktująca tematy demokracji chrześcijańskiej i roli katolików w życiu społecznym, ogłoszona 18 stycznia 1901.

## Tematyka
Dokument ogłoszony 18 stycznia 1901 był skierowany do biskupów i wiernych Kościoła katolickiego. Encyklika powstała u progu XX wieku, w czasie wielkich zmian społecznych i przewartościowań w teologii. Papież Leon XIII zwracał się w niej przede wszystkim do osób wykształconych i wpływowych, pisząc o zasadach chrześcijańskiej demokracji.
Papież poruszył w niej problem różnic społecznych i ich roli w społeczeństwie. Podkreślał, że różnice stanowe nie powinny być zwalczane za wszelką cenę. Według Leona XIII, stany wyższe, ustanowione Boską Wolą, mają służyć niższym. Encyklika wyjaśnia, czym jest demokracja chrześcijańska i jak powinna funkcjonować. Papież wskazywał, że osoby zamożne mogą rozwijać cnoty poprzez hojność wobec uboższych. Ostrzegał przed zagrożeniami płynącymi z socjaldemokracji.
W encyklice papież podkreślał znaczenie własności prywatnej jako podstawy ładu społecznego. Zachęcał do współpracy między klasami społecznymi opartej na miłości bliźniego. Encyklika odrzucała rewolucyjne podejście do zmian społecznych. Apelowała o szacunek dla prawowitych władz i religii. Za cel demokracji chrześcijańskiej wyznaczała poprawienie warunków życia pracowników. Papież chciał, aby ludzie pracy mogli godnie żyć i spełniać obowiązki religijne.
Dokument ten był kontynuacją wcześniejszego nauczania Leona XIII zawartego m.in. w encyklice „Rerum novarum” z 1891 roku. „Graves de communi re” stanowiła ważną kartę w rozwoju doktryny społecznej Kościoła.